# گوکچه (آردانوچ)
گوکچه (به ترکی استانبولی: Gökçe) یک منطقهٔ مسکونی در ترکیه است که در آردانوچ واقع شده‌است. گوکچه ۶۴ نفر جمعیت دارد.